# Liste der Baudenkmäler in Detmold-Niewald
Die Liste der Baudenkmäler in Detmold-Niewald enthält die denkmalgeschützten Bauwerke auf dem Gebiet von Detmold-Niewald in Nordrhein-Westfalen (Stand: September 2024). Diese Baudenkmäler sind in der Denkmalliste der Stadt Detmold eingetragen; Grundlage für die Aufnahme ist das Denkmalschutzgesetz Nordrhein-Westfalen (DSchG NRW).
| Bild                                                | Bezeichnung                                         | Lage                    | Beschreibung | Bauzeit | Eingetragen seit | Denkmal- nummer |
| --------------------------------------------------- | --------------------------------------------------- | ----------------------- | ------------ | ------- | ---------------- | --------------- |
| Fachwerkhaus                                        | Fachwerkhaus                                        | Niewaldstraße 76 Karte  |              |         | 22. Mai 1985     | 129             |
| Hofanlage mit Haupthaus, Leibzucht und Stallgebäude | Hofanlage mit Haupthaus, Leibzucht und Stallgebäude | Niewaldstraße 96 Karte  |              |         | 4. Juni 1985     | 132             |
| weitere Bilder                                      | Vierständer-Fachwerk-Bauernhaus                     | Niewaldstraße 54 Karte  |              |         | 27. Mai 1987     | 226             |
| BW                                                  | Wohn- und Wirtschaftsgebäude                        | Niewaldstraße 110 Karte |              | 1894    | 8. Dezember 2015 | 709             |

- Karte mit allen Koordinaten:
- OSM |
- WikiMap